# Спортивная гимнастика на летних Олимпийских играх 1960 — брусья (мужчины)
Результаты мужских соревнований по спортивной гимнастике в упражнениях на брусьях — одной из восьми дисциплин в спортивной гимнастике на 17-х летних Олимпийских играх 1960 года в Риме.
До 1996 г. участники чемпионатов мира и Олимпийских игр должны были выполнять обязательные упражнения, составленные Международной федерацией гимнастики (ФИЖ) и произвольные (составленные самими спортсменами с соблюдением определенных требований к трудности) упражнения. После 1996 года обязательные упражнения были отменены, и гимнасты стали исполнять на всех соревнованиях только произвольные упражнения.

## Результаты

### Квалификации
В соревнованиях с обязательными и произвольными упражнениями на брусьях принимало участие сто семнадцать гимнастов. Шесть гимнастов с максимальными результатами в квалификации вышли в финал.

### Финал
| Место | Гимнаст                      | Обязательные | Произвольные | Сумма  |
| ----- | ---------------------------- | ------------ | ------------ | ------ |
|       | Борис Шахлин (СССР)          | 9.700        | 9.700        | 19.400 |
|       | Джованни Карминуччи (Италия) | 9.675        | 9.700        | 19.375 |
|       | Оно Такаси (Япония)          | 9.700        | 9.650        | 19.350 |
| 4     | Нобуюки Аихара (Япония)      | 9.625        | 9.650        | 19.275 |
| 5     | Юрий Титов (СССР)            | 9.600        | 9.600        | 19.200 |
| 6     | Масао Такэмото (Япония)      | 9.625        | 9.500        | 19.125 |